# Mesembryanthemum glareicola
Mesembryanthemum glareicola är en isörtsväxtart som först beskrevs av Klak, och fick sitt nu gällande namn av Klak. Mesembryanthemum glareicola ingår i Isörtssläktet som ingår i familjen isörtsväxter. Inga underarter finns listade i Catalogue of Life.